# Wert (Wirtschaft)
Der Wert (auch: ökonomischer Wert, englisch value) ist in der Wirtschaftswissenschaft die sich aus Preisen ergebende, quantitativ messbare Bedeutung von Wirtschaftsobjekten (Güter, Forderungen und Dienstleistungen), die dem Tauschverhältnis eines Wirtschaftsobjekts zu einem anderen oder einem maximal akzeptablen Grenzpreis (Entscheidungswert) entspricht.

## Allgemeines
Das Wort Wert stammt aus dem althochdeutschen „werd“ des 8. Jahrhunderts, was so viel bedeutet wie „wertvoll“, „kostbar“ oder „wert“. Der Wertbegriff zeichnet sich seitdem durch eine breite, interdisziplinäre Bedeutung aus. Aber selbst in den Wirtschaftswissenschaften ist der Wertbegriff umstritten. Ein ökonomischer Wert erfordert jedenfalls eine Beziehung zwischen Wirtschaftsobjekt und Wirtschaftssubjekten, also beispielsweise zwischen Gütern und ihren Eigentümern. Ein Gut bekommt demnach erst für jemand, der es besitzt oder besitzen möchte, überhaupt einen Wert. Für den Wirtschaftswissenschaftler Bruno Hildebrand existierte 1865 der Wert einer Sache nur für und nur durch die Menschen, es stehen sich Person und Sache gegenüber.
Wert und Preis werden in der Umgangssprache oft als Synonyme verwendet, die Wirtschaftswissenschaften unterscheiden sie jedoch. Während der Preis der in Geldeinheiten gemessene Tauschwert einer spezifischen Tauschaktion zwischen Marktteilnehmern darstellt, versteht man unter dem Wert die aggregierte Preisvorstellung einer Gruppe von Marktteilnehmern oder eine modellbasiert berechnete Kennzahl die von erwarteter Höhe, Risiko und Zeitpunkt der Zahlungen eines Bewertungsobjekts abhängt („subjektiver Entscheidungswert“). Der Preis beinhaltet deshalb stets die individuellen und subjektiven Vorstellungen über einen Vermögensgegenstand, während der Wert in der neoklassischen Bewertungstheorie als intersubjektiv gilt und deshalb als objektivierter Preis („Marktwert“) angesehen wird. Andere, z. B. die investitionstheoretischen Bewertungsansätze gehen grundsätzlich von einem subjektiven, also vom individuellen Bewertungssubjekt abhängigen Wert, dem subjektiven Entscheidungswert, aus (siehe nachfolgend weitere Erläuterungen zu Bewertungstheorien).
Für die Entstehung eines Werts ist die Beziehung zwischen dem Individuum und seinem Eigentum im Sinne einer Subjekt-Objekt-Beziehung von Bedeutung. Um die Beziehung zum Wirtschaftsobjekt aufzubauen oder zu beenden, sind Erwerb oder Veräußerung von Gütern erforderlich, die eine Bewertung notwendig machen, um die Art oder Höhe der Gegenleistung quantifizieren zu können. Den Wirtschaftswissenschaften kommt dabei auch die Aufgabe zu, die Güter zu bewerten, um dadurch die Realität rechenbar und vergleichbar zu machen. Denn wirtschaftliches Handeln erzwingt die Einführung einer Maß- und Rechengröße, die durch Bewertung ermittelt wird. Nicht nur Güter, sondern auch Dienstleistungen weisen einen (Gebrauchs-)Wert auf.
Wert ist Wortbestandteil zahlreicher Begriffe wie Anschaffungswert, Barwert, Beleihungswert, Buchwert, Entscheidungswert, Ertragswert, Geldwert, innerer Wert, Marktwert, Sachwert, Substanzwert, Unternehmenswert, Verkehrswert, Versicherungswert, Wertminderung oder Zukunftserfolgswert. Es handelt sich um substanzielle Wertbegriffe und Wertkonventionen, die einem Vorgang (Anschaffungswert) oder einem Wirtschaftsobjekt (Beleihungswert) einen Wert beimessen. Ein substanzieller Wert liegt vor, wenn ein Wirtschaftsobjekt der Bedürfnisbefriedigung dient.

## Arten
Nach dem Verwendungszweck unterscheidet man zwischen Tausch- und Gebrauchswert sowie Entscheidungswert. Der Tauschwert spielt eine Rolle bei dem Tausch von Waren, insbesondere beim Kaufvertrag, Mietvertrag oder sonstigen Geschäften und auch bei der einseitigen Schenkung. Der Gebrauchswert indes erfordert keine Transaktionen, sondern erschöpft sich im individuellen Nutzen eines Gutes bei seiner Verwendung durch ein Wirtschaftssubjekt. Während der Tauschwert eher ein objektiver Wert ist, handelt es sich beim Gebrauchswert eher um einen subjektiven Wert. Der modellbasiert berechnete Entscheidungswert dient als Grundlage einer Entscheidung, z. B. über Kauf und Verkauf eines Bewertungsobjekts. Er kann so z. B. als maximal akzeptierbarer Kaufpreis interpretiert werden (Grenzpreis). Er ist abhängig von erwarteter Höhe, Risiko (Ertragsrisiko / Ertragsvolatilität) und Zeitpunkt der vom Bewertungsobjekt für das Bewertungssubjekt (z. B. Käufer) generierten Zahlungen (Erträge, Cashflows).
Das Wort „Wert“ ist Bestandteil vieler Komposita, insbesondere:
| Begriff                    | Begriffsinhalt | Fachgebiet           |
| -------------------------- | --- | -------------------- |
| Beleihungswert             | Wert einer Kreditsicherheit | Bankwesen            |
| Bodenwert                  | Wert eines Grundstücks | Immobilienwirtschaft |
| Buchwert                   | Wert, mit dem ein Wirtschaftsgut zum Bilanzstichtag in der Bilanz erscheint | Rechnungswesen       |
| Ertragswert                | Kapitalisierung des erwirtschafteten oder zukünftigen Ertrags als Gegenwartswert | Wertermittlung       |
| gemeiner Wert              | der unter marktüblichen Umständen erzielbare Marktpreis eines Wirtschaftsgutes | Steuerrecht          |
| Geschäfts- oder Firmenwert | Differenz zwischen dem Unternehmenswert und der Summe der Zeitwerte aller Aktiva und Passiva | Rechnungswesen       |
| Liebhaberwert              | subjektive Wertvorstellung einer Person, die sie einem Gegenstand durch ihr Affektionsinteresse beimisst | Sammeln              |
| Liquidationswert           | Erlös, der bei der Auflösung oder Liquidation von Unternehmen durch die Veräußerung aller Vermögensgegenstände erzielt werden kann | Wirtschaft           |
| Marktwert                  | Wert, der einem Wirtschaftsobjekt auf einem Markt durch den Marktpreis von den Marktteilnehmern beigemessen wird | Rechnungswesen       |
| Minderwert                 | Wert, den der Markt einer beschädigten Sache nach ihrer Reparatur über den wegen nicht behebbarer Mängel verbliebenen technischen Minderwert hinaus bereits wegen des Risikos verborgener Mängel gegenüber einer vergleichbaren unbeschädigten Sache beimisst | Versicherungswesen   |
| Neuwert                    | Betrag, der zur Wiederbeschaffung aufgebracht werden muss, um eine neue Sache gleicher Art, Güte und Funktion zu erhalten | Versicherungswesen   |
| Nominalwert                | der auf Geld und Finanzinstrumenten aufgedruckte Wert | Bankwesen            |
| Realwert                   | Wert als Ergebnis einer Preisbereinigung (Inflation oder Deflation) des Nominalwertst | Bankwesen            |
| Restwert                   | Wert eines Vermögensgegenstands nach Ablauf der Nutzungsdauer | Rechnungswesen       |
| Sachwert                   | Wert von Mobilien und Immobilien | Wertermittlung       |
| Schrottwert                | geschätzter Wert eines Fahrzeugs oder einer Anlage, die voraussichtlich nicht mehr durch Instandsetzung funktionstüchtig gemacht werden kann und verschrottet werden muss                                                                                     | Rechnungswesen       |
| Versicherungswert          | Betrag, den der Versicherungsnehmer zur Zeit des Eintrittes des Versicherungsfalles für die Wiederbeschaffung oder Reparatur der versicherten Sache aufzuwenden hat                                                                                           | Versicherungswesen   |
| Wiederbeschaffungswert     | Kosten, die aufzuwenden sind, um ein bestimmtes Wirtschaftsobjekt zu ersetzen | Versicherungswesen   |
| Zeitwert                   | Wert eines Wirtschaftsobjektes zu einem festgelegten Zeitpunkt | Rechnungswesen       |

Manfred Jürgen Matschke versteht beim Unternehmenswert unter dem Entscheidungswert den Grenzpreis. „Der Entscheidungswert ist ein Komplex von Bedingungen, die sich auf die konfliktlösungsrelevanten Sachverhalte beziehen und die im Falle einer Einigung eingehalten sein müssen, damit der nach Realisation der vorgesehenen Handlung erreichbare Grad an Zielerfüllung nicht geringer ist als die ohne die Handlung vom Entscheidungssubjekt erreichbare Zielrealisation“.

## Geschichte
Bereits Aristoteles (384–322 v. Chr.) unterschied in seiner „Politik“ zwischen Gebrauchswert und Tauschwert. „Man kann einen Schuh gebrauchen, um ihn zu tragen, aber auch, um ihn zu tauschen, beides sind Gebrauchsmöglichkeiten ein und desselben Schuhs“. Güter können jedoch einen Gebrauchswert haben, ohne einen Tauschwert zu besitzen wie bei allen freien Gütern (etwa Luft) und bei allen zur eigenen Bedürfnisbefriedigung selbst hergestellten Gütern (etwa das Getreide des Landwirts für den Eigenverbrauch). Aristoteles untersuchte nicht, woher der Güterwert kommt, sondern stellte fest, dass jedes Gut einen Gebrauchs- und Tauschwert besitzt. Maßstab des Tauschwerts ist für Aristoteles das Bedürfnis. Die Scholastiker Thomas von Aquin und Albertus Magnus entwickelten im Mittelalter die aristotelische Ökonomik weiter und sahen im Arbeitsaufwand und den Herstellungskosten (lateinisch labor et expensae) einen objektiven Wertmaßstab. Der Gewinn durfte sich nach der kirchlichen Wertlehre nur auf diese verausgabten Kosten beziehen, nicht jedoch darüber hinausgehen.
Je nach theoretischer Perspektive sieht die klassische Nationalökonomie als Hauptbestimmungsgrößen des Werts eines Wirtschaftsobjekts dessen subjektiven Nutzen (John Law, John Locke), Herstellkosten (Adam Smith), die Arbeitszeit (David Ricardo, Karl Marx), oder Angebot und Nachfrage (Jean Baptiste Say) an.
John Law unterschied im Jahre 1705 erstmals seit Aristoteles wieder zwischen dem subjektiven Gebrauchswert und dem Tauschwert und versuchte dies am Beispiel von Silber zu erklären. Als Ware (Commodities) besaß Silber einen Wert aufgrund seines Nutzens für nicht monetäre Zwecke (als Schmuck oder Geschirr). Er ging davon aus, dass der aus der Zahlungsmittelfunktion von Silber resultierende und vom Gebrauchswert unabhängige Zusatzwert (Tauschwert; französisch valeur additionelle) ausschließlich auf seine Zahlungsmittelfunktion zurückzuführen sei. „Der zusätzliche Wert, welchen Silber aus seiner Geldverwendung erfährt, stammt von den Eigenschaften her, welche es zu dieser Verwendung als brauchbar erscheinen lassen, und dieser Wert ergibt sich aus dem Gebrauch als Geld.“ Hierdurch versuchte er die Substituierbarkeit von Gold und Silber durch Papiergeld zu begründen. Law war seit 1715 Chef der Banque Générale in Paris und hielt den Gebrauchswert (von ihm dort lediglich französisch valeur genannt; eigentlich französisch valeur des usages zur Unterscheidung vom Tauschwert, französisch valeur des échanges) für wichtiger.
Adam Smith unterschied ebenfalls zwischen dem Gebrauchswert (englisch value in use) und Tauschwert (englisch value in exchange) und wies in seinem Buch Der Wohlstand der Nationen vom März 1776 auf die Wertantinomie hin, dass es auch Güter mit einem hohen Gebrauchswert und einem niedrigen Tauschwert und umgekehrt gebe. Das Wasser habe einen hohen Gebrauchswert, aber keinen Tauschwert, beim Diamanten sei es umgekehrt. Smith leitete den Tauschwert eines Gutes von der für seine Herstellung verwendeten Arbeitszeit ab. Die Arbeit galt für ihn als wertbestimmend: „Arbeit ist … ganz offensichtlich das einzige allgemein gültige und auch das einzige exakte Wertmaß …, nach dem man die Werte der verschiedenen Waren immer und überall vergleichen kann“. David Ricardo übernahm 1817 von Smith die Grundideen der Arbeitswerttheorie und entwickelte diese Konzeption weiter. Der Wert ist dabei abhängig von Arbeitsvolumen und der Knappheit, denn seltene Dinge können durch den Mehreinsatz von Arbeit nicht vermehrt werden; er nennt unter anderem „Wein von spezieller Qualität“. Für ihn bringt der Arbeitslohn keine Veränderung des relativen Werts von Gütern, sondern nur das Arbeitsvolumen. „Der Wert eines Gutes … hängt von der verhältnismäßigen Menge der zu seiner Produktion erforderlichen Arbeit ab und nicht von der größeren oder geringeren Vergütung, die für diese Arbeit bezahlt wird“. Das hätte zur Folge, dass der Güterwert sinkt, wenn bei seiner Herstellung weniger Produktionsfaktoren verbraucht werden. Je länger danach die Kapitalbindung ist, umso höher muss der Güterwert sein.
Jean Baptiste Say schrieb 1826 erstmals auch immateriellen Gütern einen Wert zu und bemühte sich, dem Wertbegriff den Charakter der Materialität zu nehmen. Er ging 1828 davon aus, dass der Tauschwert der Güter auf ihrer Nützlichkeit beruhe, die zwar individuell unterschiedlich ausfalle, aber eine Durchschnittsmeinung bilden könne (französisch une estimation générale de l’utilité de chaque objet). Die Nutzbarkeit der Dinge ist für ihn ihr Wert, der sich aus Bodenrente, Arbeitswert und Kapitalprofit zusammensetzte. Er lehnte die Arbeitswerttheorie als Erklärung für die Höhe des Preises ab und setzte an ihre Stelle Angebot und Nachfrage. Das Angebot wird nach ihm durch die Produktionskosten, die Nachfrage durch den Nutzen bestimmt. Dadurch ist der Wert der angebotenen Güter immer gleich dem Wert der nachgefragten Güter. John Stuart Mill vermied 1858 eine Wertdefinition, der Wert sei einfach ein „relativer Ausdruck“. Für ihn kann der Tauschwert hinter dem Gebrauchswert zurückbleiben, ihn jedoch nicht überschreiten.
Karl Marx befasste sich mit der objektivistischen Werttheorie, wobei er Ricardo dahingehend folgte, dass Arbeit Werte erzeugt. Marx grenzt sich aber dezidiert von Ricardo ab, insbesondere „weil die Durchschnittspreise nicht direkt mit den Wertgrößen der Waren zusammenfallen, wie A. Smith, Ricardo usw. glauben.“ Preis und Wert einer Ware verhalten sich bei Marx in weiten Teilen unabhängig voneinander. Stattdessen ist für ihn der Wert vor allem eine Kategorie gesellschaftlicher Vermittlung, bzw. einer Art und Weise sozialer Interaktion (auf dem Markt), die nur in der bürgerlichen (kapitalistischen) Gesellschaft vorherrscht: „Die Wertform des Arbeitsprodukts ist die abstrakteste aber auch allgemeinste Form der bürgerlichen Produktionsweise, die hierdurch als eine besondere Art gesellschaftlicher Produktion und damit zugleich historisch charakterisiert wird.“ „Wertform“ hat die Produktionsweise (o. Arbeitsweise), insofern die Arbeit zum Zweck des Tauschwerts stattfindet, also für den Tausch und nicht für den Eigenkonsum. Diese Arbeit wird unterteilt in gesellschaftlich notwendige Arbeitszeit und zusätzliche Arbeitszeit, wobei letztere Mehrwert schafft. Dabei bildet Arbeit  den Wert, „aber sie selbst hat keinen Werth“. Gesellschaftlich notwendig bedeutet vereinfacht: konkurrenzfähig. Arbeitnehmende erhalten nicht nur weniger, sondern überhaupt kein Geld, wenn sie nicht ein konkurrenzfähiges Maß an Produktivität leisten (etwa durch Bedienen von Maschinen oder genug Anrufe im Callcenter), da sie sonst keinen Job finden. Da alles Geld letztlich auf menschliche Arbeit zurückzuführen sei, habe „…ein Gut also nur einen Wert, weil abstrakt menschliche Arbeit in ihm vergegenständlicht oder materialisiert ist“, auch wenn das Gut eine Dividende ist. Die Menge der abgeschöpften Mehrarbeit in Form von vergegenständlichtem Tauschwert (Geld) ist dabei das Maß gesellschaftlichen Reichtums. Dieser ist zu unterscheiden von Reichtum durch Gebrauchswerte: sie „bilden den stofflichen Inhalt des Reichtums“. Der Begriff des Mehrwerts bildet mit seinen Unterarten absoluter Mehrwert und relativer Mehrwert den zentralen Untersuchungsgegenstand seiner Arbeitswerttheorie.
Der Wertbegriff ist seit Mai 1897 in Deutschland erstmals ein Rechtsbegriff, als er im deutschen Handelsgesetzbuch (HGB) auftauchte. Für den Betriebswirt Heinrich Nicklisch sollten im Jahre 1922 Wertbegriffe eine Wertkonvention schaffen, wie die zu bewertenden Güter in Beziehung zu einem Wert zu setzen sind. Hugo Meyerheim sah 1929 im Wert „ebenso nur eine Eigenschaft eines wirtschaftlichen Gutes, wie die Schwere eine Eigenschaft der körperlichen Gegenstände ist“. Für Konrad Mellerowicz war 1952 der betriebswirtschaftliche Wert immer ein Preis. Werner Ruf plädierte 1955 für eine strikte Trennung zwischen Preis und Wert, denn Wert stellte 1962 für Wolfram Engels eine Rangordnung von Gütern dar, während der Preis das Austauschverhältnis am Markt repräsentiert. Preise sind damit beobachtbar, Werte aber als berechnete Kennzahlen nicht. Für Engels hing der Wert vom „Entscheidungsfeld“ des Bewertenden (Bewertungssubjekt) ab, was zur Entwicklung des Konzepts der „subjektiven Entscheidungswerte“ geführt hat. Der Soziologe Jürgen Friedrichs unterschied 1968 zwischen drei Wertkonzepten, nämlich dem Wert als Gut, als Bedürfnis und als Relation von Gut und Käufer. Michael Heinrich bezeichnete Ansätze, die den Wert sowohl durch den subjektiven Nutzen als auch durch die verkörperte Arbeit bestimmt sehen, als „subjektive Arbeitswertlehre“.

## Werttheorien
Werttheorien versuchen, den einem Wirtschaftsobjekt anhaftenden Wert zu erklären. Man unterscheidet zwischen der objektiven, subjektiven und funktionalen Werttheorie, auch im Rahmen der Unternehmensbewertung. Objektive Werttheorien sind die ältesten; schon die von Adam Smith vertretene Lehre fasste den Wert eines Gutes als dessen Eigenschaft auf, deren wertbestimmender Faktor der Marktpreis darstellt. Deshalb ist der Wert eines Gutes mit seinem Marktpreis identisch, der für jedermann gilt. Objektive Werttheorien lassen den Gebrauchswert außer Acht und erklären den Tauschwert aus den Herstellungskosten. Dieser Wert ist für alle Wirtschaftssubjekte gleich, so dass jedes Wirtschaftssubjekt aus einem Wirtschaftsobjekt denselben Wert realisieren kann. Sie orientieren sich an Vergangenheits- und Gegenwartswerten und favorisierten den Substanzwert. Objektive Werttheorien berücksichtigten einerseits nicht die besondere Situation von Käufern und Verkäufern und ihre Interessenlage, andererseits ist ein objektiver Wert generell nicht ermittelbar, weil er sich aus einer Objekt-Subjekt-Beziehung ergibt. Die Arbeitswerttheorie ist eine objektive Wertlehre, die den Güterwert durch die zu seiner Herstellung aufgewendete Arbeitszeit erklärt.
Die subjektiven Werttheorien entstanden Ende des 19. Jahrhunderts und unterscheiden zwischen Wert und Preis. Sie betrachteten den Wert als Ergebnis persönlicher Präferenzen für bestimmte Güter, so dass einem Gut – präferenzabhängig – unterschiedliche Nutzen und Werte beigemessen werden können. Deshalb führen unterschiedliche individuelle Nutzenvorstellungen automatisch auch zu unterschiedlichen Wertvorstellungen. Die neoklassische Theorie versuchte den Wert aus einer individuellen Wertschätzung für ein Wirtschaftsgut abzuleiten. Bei der Wertfindung spielen der individuelle Nutzen und die Knappheit eines Gutes eine wesentliche Rolle.
Die funktionale Werttheorie übernimmt die Gebrauchswertgrundlagen und die zukunftsorientierte Bewertung von der subjektiven Werttheorie und ergänzt sie um Zweckabhängigkeit und Zielsetzung des Bewertenden. Wesentliche Grundlagen bilden die Kölner Funktionenlehre (Walther Busse von Colbe, Hans Münstermann, Günter Sieben und Manfred Jürgen Matschke) und die Methoden des IDW. Das IDW führte die Funktion des neutralen Gutachters die funktionale Werttheorie ein. Im Hinblick auf das theoretische Fundament werden nutzentheoretische, finanzierungstheoretische (kapitalmarktorientierte), investitionstheoretische und hybride Verfahren (z. B. semi-investitionstheoretisch mittels „unvollkommener Replikation“) unterschieden.

## Bilanzierung
Im Rahmen der Bilanzierung befassen sich insbesondere das Handelsrecht, Steuerrecht und Bilanzrecht mit dem Wertbegriff. Um einen Wert für Bilanzzwecke zu ermitteln, bedarf es der Bewertung einzelner Bilanzpositionen. Für den Wertansatz gibt es die Rechtsbegriffe Wert, gemeiner Wert, Börsen- oder Marktpreis und Marktwert.
Zentrale Vorschrift im Handelsrecht ist § 253 HGB, die sich mit dem Wertansatz für Vermögensgegenstände und Schulden in der Bilanz befasst. Sie schreibt vor, dass einerseits die Vermögensgegenstände höchstens mit den Anschaffungs- oder Herstellungskosten, vermindert um die Abschreibungen, anzusetzen sind (Niederstwertprinzip). Andererseits müssen Verbindlichkeiten mit ihrem Erfüllungsbetrag und Rückstellungen in Höhe des nach vernünftiger kaufmännischer Beurteilung notwendigen Erfüllungsbetrages angesetzt werden (Höchstwertprinzip; § 253 Abs. 1 HGB).
Der gemeine Wert ist im Steuerrecht der zentrale Wertbegriff, der jedoch im Rahmen der Bilanzierung durch die Vorrangigkeit der anderen Wertbegriffe eine untergeordnete Rolle spielt. Teilwert ist nach der Legaldefinition des § 6 Abs. 1 Nr. 1 Satz 3 EStG der Betrag, den ein Erwerber des gesamten Betriebes im Rahmen des Gesamtkaufpreises für das einzelne Wirtschaftsgut nach dem Fortführungsprinzip ansetzen würde.